# 오드리 누나
오드리 추(Audrey Chu, 1999년 4월 2일 ~ )는 예명 오드리 누나(Audrey Nuna)로 알려진 미국의 R&B 가수이자 래퍼이다. 싱글 "Damn Right"와 "Comic Sans"(잭 할로 피처링)로 가장 잘 알려져 있다. 뉴저지에서 태어나고 자랐으며, 뉴욕대학교 클라이브 데이비스 음악 연구소에서 1학년을 공부했지만 이후 음악에 집중하기 위해 휴학했다. 주로 팝, R&B, 랩, 트랩 장르의 노래를 불렀다. 소니 뮤직 엔터테인먼트 산하의 아리스타 레코드와 계약을 맺고 있다.

## 초기 생애와 경력
뉴저지 교외 지역인 마날라판에서 자란 오드리 누나는 처음에는 활동명 오드리로 알려졌으며, 10대 시절 커버곡을 업로드하며 음악을 만들기 시작했다. 대규모 관중 앞에서 노래한 첫 경험은 10세 때 US 오픈 테니스에서 "America the Beautiful"을 공연한 것이었다. 브루클린의 클라이브 데이비스 연구소에 다니는 동안, 그의 인스타그램 커버를 본 프로듀서이자 훗날 매니저가 된 안와르 소여가 그에게 연락했다. 2018년, 그는 독립적인 트랙들을 발표하기 시작했다. 2019년, 두 곡의 싱글을 더 발표한 후, 소니 아리스타 레코드가 그를 레이블과 계약시켰다. 그는 싱글 "Time", "Paper", 그리고 잭 할로와의 협업곡인 "Comic Sans"로 레이블 데뷔를 했다. 2020년, 예명을 오드리 누나로 바꾸고 "damn Right"와 DJ 스네이크와 함께한 "damn Right Pt. 2"를 포함한 더 많은 싱글들을 발표했다. 2021년에는 이전 싱글들과 새로운 트랙들로 구성된 10곡짜리 프로젝트 《A Liquid Breakfast》를 발매했다.

## 믹스테잎
- a liquid breakfast (2021)